# هوگه هوگسن
سر هوگ مونتگومری ناچبول-هوگسن (زادهٔ ۲۶ مارس ۱۸۸۶ - درگذشته در ۲۱ مارس ۱۹۷۱) دیپلمات و نویسنده بریتانیایی بود.

## تحصیلات
هوگسن در کالج ایتون و سپس در کالج بالیول آکسفورد تحصیل کرد و در آنجا با آنتونی ایدن دوست شد و در سال ۱۹۰۷ لیسانس خود را دریافت کرد. یک سال بعد، او به وزارت امور خارجه پیوست.

## خدمات در وزارت خارجه
هوگسن در اکتبر ۱۹۰۹ به عنوان بخشی از کادر دیپلماتیک بریتانیا بهقسطنطنیه رفت. اما وی در دوران جنگ جهانی اول به انگلستان بازگشته و در قسمت مبازره با قاچاق خدمت کرد و پس از پایان جنگ زمانیکه که در سال ۱۹۱۸، سرویس خدمات خارجی و خدمات دیپلماتیک ادغام شدند، وی به بخش دیپلماتیک بازگشت و با سمت دبیر اول هیئت بریتانیا در کنفرانس ورسایشرکت کرده و به عنوان دارنده عنوان سنت مایکل و سنت جورج (CMG) مفتخر شد. پس از آن به لاهه و بعد به مأموریت در پاریس و سپس به بروکسل رفت.

## سفارت
هوگه هوگسن در کشورهای زیادی به عنوان سفیر و وزیر مختار فعالیت کرد. او از سال ۱۹۳۱ تا سال ۱۹۳۴ به عنوان فرستاده فوق‌العاده و وزیر تام‌الاختیار در جمهوری‌های استونی، لیتوانی و لتونی (مستقر در ریگا، لتونی) منصوب شد. سپس به عنوان فرستاده فوق‌العاده و وزیر تام‌الاختیار در ایران به تهران منتقل شد. او در سال نو ۱۹۳۶ به عنوان دارنده عنوان شوالیه فرمانده نشان سنت مایکل و سنت جورج (KCMG) منصوب شد و در سال ۱۹۳۷ به عنوان سفیر فوق‌العاده و تام‌الاختیار به چین اعزام شد. مسافرت وی به چین با حادثه شلیک به اتوموبیل وی توسط یک هواپیمای ژاپنی رو برو شد. وی در این حادثه زخمی شده و پس از عمل در بیمارستان به سختی از این جراحت نجات یافته و با دشواری از این حادثه و فلج نجات یافت. این حادثه یکی از مواردی بود که در روزنامه‌های جهان به عنوان یک حادثه دیپلماتیک بزرگ مورد بحث قرار گرفت.
او پس از به سر بردن دوران نقاهت خود به مدت یک سال در سال ۱۹۳۹ به عنوان سفیر فوق‌العاده و تام‌الاختیار در جمهوری ترکیه منصوب شد. وی بسیار تلاش کرد تا مانع از نزدیکی و نفوذ آلمان در ترکیه شود ولی همچنین توانست ملاقاتی بین وینستن چرچیل و عصمت اینونو رئیس‌جمهور وقت ترکیه در آدانا ترتیب داد. این ملاقات در یک راه‌آهن متروکه در قطار ریاست جمهوری ترکیه برگزار شد. وی همچنین در سال ۱۹۴۳ بر مذاکرات محرمانه با دیپلمات‌های سفارت مجارستان در خصوص آتش‌بس با بریتانیا نظارت کرده و یک توافق آتش‌بس مقدماتی را با لازلو ورس امضا کرد که این آتش‌بس با توجه به ورود زودتر نیروهای روسیه راه به جایی نبرد.
راننده و خدمتکار آلبانیایی کوزوویی او، الیسا بازنا از نوامبر ۱۹۴۳ تا مارس ۱۹۴۴ به‌طور مرتب نامه و گاوصندوق هوگه هوگسن را باز کرده و کپی این نامه‌ها و اطلاعات مربوط به آن‌ها را به فرماندهی عالی آلمان می‌فروخت. با وجود این موضوع وی همچنان مورد اعتماد دستگاه دیپلماسی بریتانیا بوده و پس از چنگ به عنوان سفیر فوق‌العاده و تام‌الاختیار در بلژیک و لوکزامبورگ منصوب شدوی در سال ۱۹۴۷ بازنشسته شد.

## کتاب‌ها
وی دو کتاب بنام‌ها
- Diplomat in Peace and War (1949) - دیپلمات در صلح و جنگ
- Kentish Family (1960) - خانواده کنتیش

به رشته تحریر درآورد.
همچنین در فیلم‌های ۵ انگشت و عملیات سیسرو در مورد هوگه هوگسن صحبت شده است.